# Stazione di Fanciullata
Stazione di Fanciullata vasútállomás Olaszországban, Umbria régióban, Deruta településen.

## Vasútvonalak
Az állomást az alábbi vasútvonalak érintik:
- Centrale Umbra-vasútvonal

## Kapcsolódó állomások
A vasútállomáshoz az alábbi állomások vannak a legközelebb: 
- Papiano railway station (Stazione di Terni, Centrale Umbra-vasútvonal)